# Гнев титанов
«Гнев титанов» (англ. Wrath of the Titans) — американский приключенческий боевик режиссёра Джонатана Либесмана, продолжение ремейка одноимённого фильма 1981 года, в основе которого лежит древнегреческий миф о Персее. Главную роль в фильме сыграл Сэм Уортингтон. Мировая премьера состоялась 28 марта 2012 года (в СНГ — 29 марта).

## Сюжет
Спустя десять лет после победы над Кракеном, Персей ведёт скромную жизнь деревенского рыбака и в одиночку воспитывает сына Элея. Его навещает отец Зевс и рассказывает ему, что люди перестали верить в богов, из-за чего их сила ослабла. Стены Тартара, куда боги заключили титанов, рушатся, и Зевс просит помощи в грядущей битве, которая ввергнет мир в хаос, но Персей отказывается.
Зевс, Посейдон и Арес спускаются в подземный мир, чтобы укрепить стены Тартара. Однако Зевс и Посейдон попадают в ловушку. Аид, поставленный надзирать за титанами, и Арес заключили сделку с Кроносом: они помогут ему освободиться, а он сохранит их бессмертие. Пленённого Зевса приковывают в подземелье, Кронос начинает высасывать из него силу. Чудовища вырываются из Тартара, одно из них нападает на деревню Персея. Смертельно раненый Посейдон ускользает из ловушки, встречается с Персеем и передаёт ему свой трезубец. Вилы Аида, трезубец Посейдона, молния Зевса образуют Копьё трёх богов, которым можно победить Кроноса. По просьбе Посейдона Персей отправляется к Андромеде и освобождает из тюрьмы сына Посейдона Агенора.
Герои отправляются на остров, чтобы встретиться с Гефестом — создателем оружия богов. После недолгого противоборства с циклопами, последние отводят их к Гефесту. Он заявляет, что построил Тартар как тюрьму для титанов, но оставил для себя лазейку, чтобы выбраться оттуда по завершении строительства. Дорога ведёт через кошмарный лабиринт, искажающий разум. Отряд добирается до входа в лабиринт, но здесь героев настигает Арес. Персею, Агенору и Андромеде удаётся укрыться в лабиринте, Гефест погибает от руки Ареса. Тем временем Зевс просит прощения у Аида, но им мешает Арес, вступив в схватку с Аидом. Персей побеждает чудовищного Минотавра и помогает бежать Зевсу. Теперь Персею не достает только молнии Зевса, чтобы собрать Копье трёх богов и сокрушить Кроноса. Персею нужно забрать её у Ареса. К умирающему Зевсу является Аид, который простил его и даёт Зевсу последний шанс, омолодив его на 10 тысяч лет. Армия, которую собрала Андромеда, а также Зевс и Аид, вступают в бой с армией Кроноса. Персей бросает вызов Аресу, встречается с ним в храме богов и побеждает его, забирая молнию Зевса. Появившийся Кронос начинает громить человеческую армию, но Персей верхом на Пегасе пронзает его Копьём трёх богов. После победы Зевс, пожертвовав собой ради своего брата Аида, умирает от нанесённых поверженным отцом увечий, а Персей возвращается к Элею. Аид, лишённый силы, остался последним живым Богом из Триумвирата.

## В ролях
| Актёр           | Роль      |
| --------------- | --------- |
| Сэм Уортингтон  | Персей    |
| Лиам Нисон      | Зевс      |
| Рэйф Файнс      | Аид       |
| Эдгар Рамирес   | Арес      |
| Тоби Кеббел     | Агенор    |
| Розамунд Пайк   | Андромеда |
| Билл Найи       | Гефест    |
| Джон Белл       | Элей      |
| Дэнни Хьюстон   | Посейдон  |
| Лили Джеймс     | Коррина   |
| Спенсер Уидлинг | Минотавр  |
| Мартин Бейфилд  | Циклоп    |

## Съёмки
Съёмки фильма проходили в Лондоне, Южном Уэльсе и на Канарском острове Тенерифе.
На роль Андромеды рассматривались Хэйли Этвелл, Джорджина Хэйг, Джанет Монтгомери, Доминик МакЭллигот, Клеманс Поэзи.